# LZ 34
Der Zeppelin LZ 34 war das 34. Luftschiff des Grafen Zeppelin und das fünfzehnte Luftschiff des deutschen Heeres.  

## Geschichte
Die erste Fahrt von LZ 34 fand am 6. Januar 1915 statt.
LZ 34 bekam nicht, wie bisher üblich, eine Heereskennung, sondern fuhr unter seiner Baunummer LZ 34 bei den deutschen Landstreitkräften.
Das Luftschiff wurde an der Ostfront eingesetzt. Mehrere Bombenangriffe von LZ 34 auf feindliche Ziele mussten wegen schlechten Wetterbedingungen abgebrochen werden. Im Juni 1916 wurden Grodno und Kauen mit je einer halben Tonne Bomben von LZ 34 angegriffen. 
Bei seiner Feindfahrt am 21. Juni 1915 erhielt das Luftschiff erhebliche Treffer und musste bei seiner Heimfahrt zur Einsatzbasis Königsberg bei Insterburg notlanden. Dabei trieb LZ 34 ab und verbrannte.    

## Technische Daten
- Traggasvolumen: 22.500 m³ Wasserstoff
- Länge: 158,0 m
- Durchmesser: 14,90 m
- Nutzlast: 9,2 t
- Antrieb: Drei Maybach-Motoren von je 210 PS (154 kW)
- Geschwindigkeit: 22,4 m/s